# Матвийчук, Александра Вячеславовна
Александра Вячеславовна Матвийчук (укр. Олександра В'ячеславівна Матвійчук; род. 8 октября 1983, Боярка) — украинская правозащитница, глава организации «Центр гражданских свобод», которая в 2022 году получила Нобелевскую премию мира, лауреат премии «Защитник демократии» от миссий ОБСЕ. Работает над вопросами прав человека в Украине и регионе ОБСЕ.

## Биография

### Ранние годы
Александра Матвийчук родилась 8 октября 1983 года в городе Боярка.
Окончила Украинский гуманитарный лицей (с отличием), юридический факультет (2007, с отличием) и аспирантуру кафедры теории и истории государства и права (2010) в Киевском национальном университете имени Тараса Шевченко, Школу законотворчества Института законодательства Верховной Рады Украины (2011), Стенфордский университет (2018, программа украинских новых лидеров Центра по вопросам демократии, развития и верховенства права (CDDRL).
На четвёртом курсе проводила тренинги от «Фонда прав человека». При этом успевала руководить студенческим самоуправлением на юридическом факультете и преподавать правоведение в гимназии в родной Боярке.

#### Образование
- 2001—2007 — Киевский национальный университет имени Тараса Шевченко (юридический факультет)
- 2007—2010 — аспирантура Киевского национального университета имени Тараса Шевченко (кафедра теории и истории государства и права)
- 2011 — Школа законотворчества Института законодательства Верховной Рады Украины
- 2017—2018 — Стэнфордский университет (Программа украинских новых лидеров Центра по вопросам демократии, развития и верховенства права)

### Профессиональная деятельность

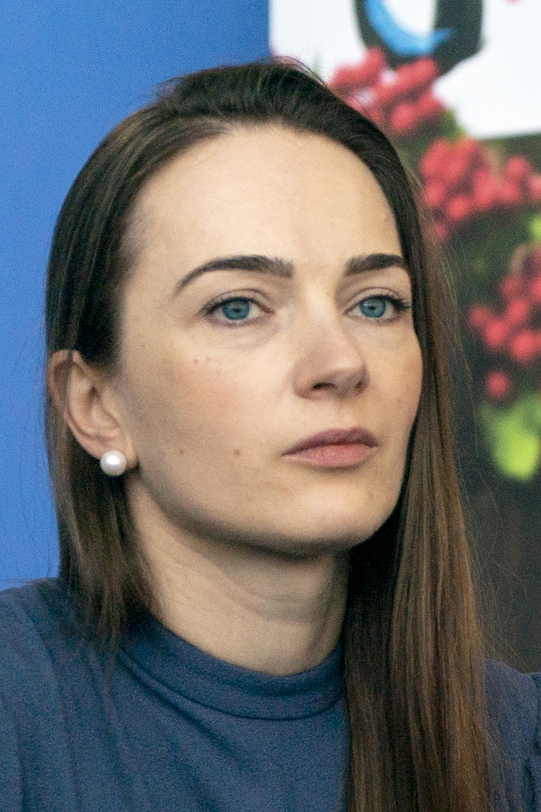
Александра Матвийчук в 2022 году

С 2007 года — председатель правления «Центра гражданских свобод», созданного для укрепления демократии, верховенства права и прав человека в Украине и в постсоветском регионе.
С 2012 года является членом Консультативного совета при Уполномоченном Верховной Рады Украины по правам человека.
С 2013 года координатор гражданской инициативы Евромайдан SOS, которая была создана в ответ на жестокий разгон студенческих демонстрантов 30 ноября 2013 года с целью предоставления правовой помощи преследуемым протестующим в Украине. В настоящее время Евромайдан SOS продолжает мониторинг политического преследования в оккупированном Крыму и документирования военных преступлений во время войны на Донбассе.
В 2014 году, во время встреч с тогдашним вице-президентом США Джо Байденом, настаивала на увеличении военной помощи Украине.
В 2018 году инициировала кампанию #SaveOlegSentsov (которая после освобождения Олега Сенцова была переименована в #LetMyPeopleGo) для освобождения других украинских политзаключенных в России.
Является автором ряда альтернативных отчетов для разных органов ООН, Совета Европы, Европейского Союза, ОБСЕ и Международного уголовного суда в Гааге.
4 июня 2021 года была избрана кандидатом для выдвижения на избрание членом Комитета ООН против пыток, став первой женщиной-кандидатом от Украины в договорной орган ООН.

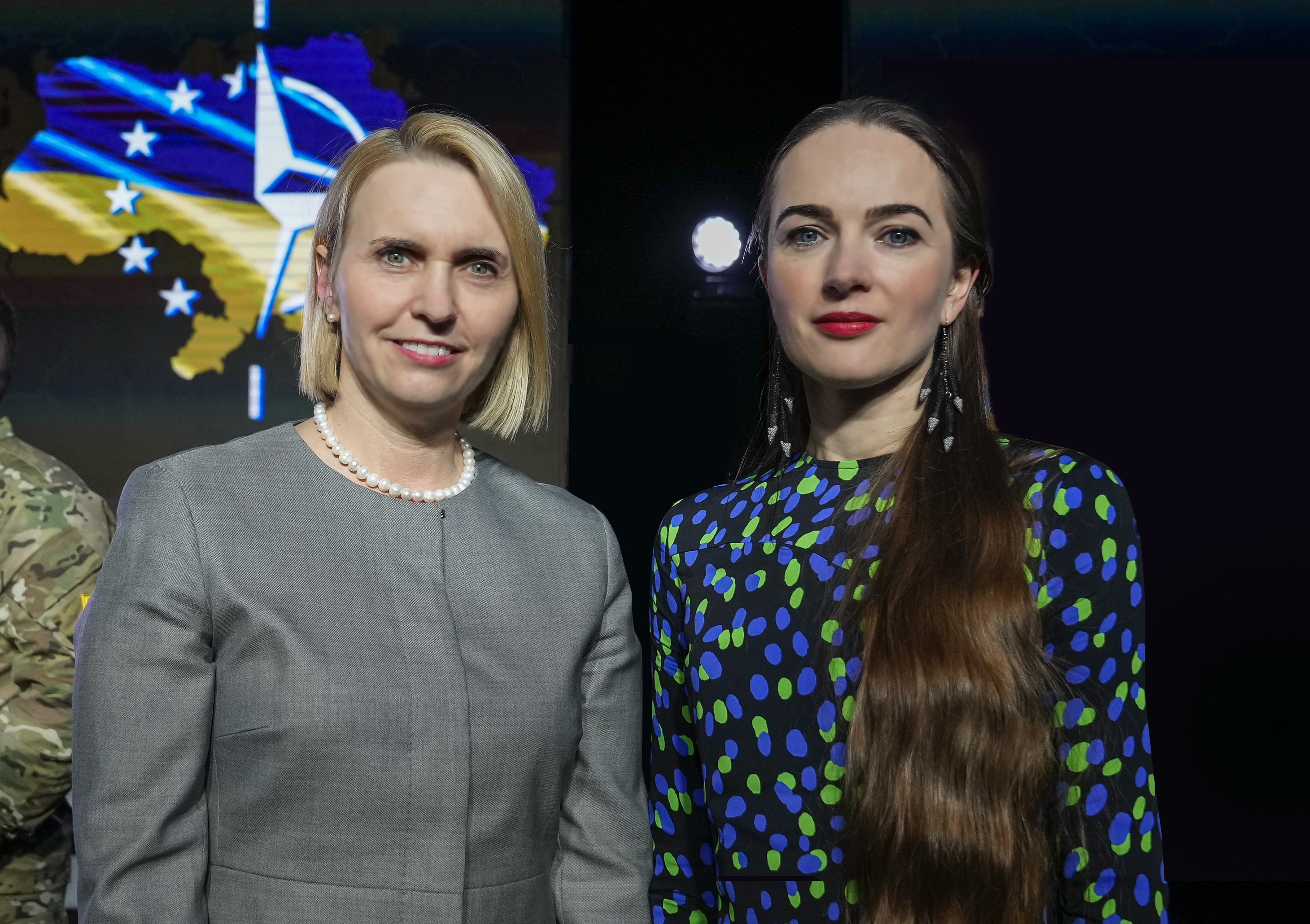
Бриджит Бринк и Александра Матвийчук на Киевском форуме по безопасности, 23 января 2023 года

После российского вторжения на Украину (2022) Матвийчук представляет украинское гражданское общество, особенно в вопросах, касающихся внутренне перемещенных лиц, военных преступлений, а также других вопросов нарушения прав человека. Она выступает за создание специального «гибридного суда» для расследования вопросов российских военных преступлений и наказания всех виновных.
В 2022 году вошла в топ-25 самых влиятельных женщин мира составленный издание Financial Times, а также включена в список 100 самых вдохновляющих и влиятельных женщин мира по версии британской вещательной корпорации Би-би-си.

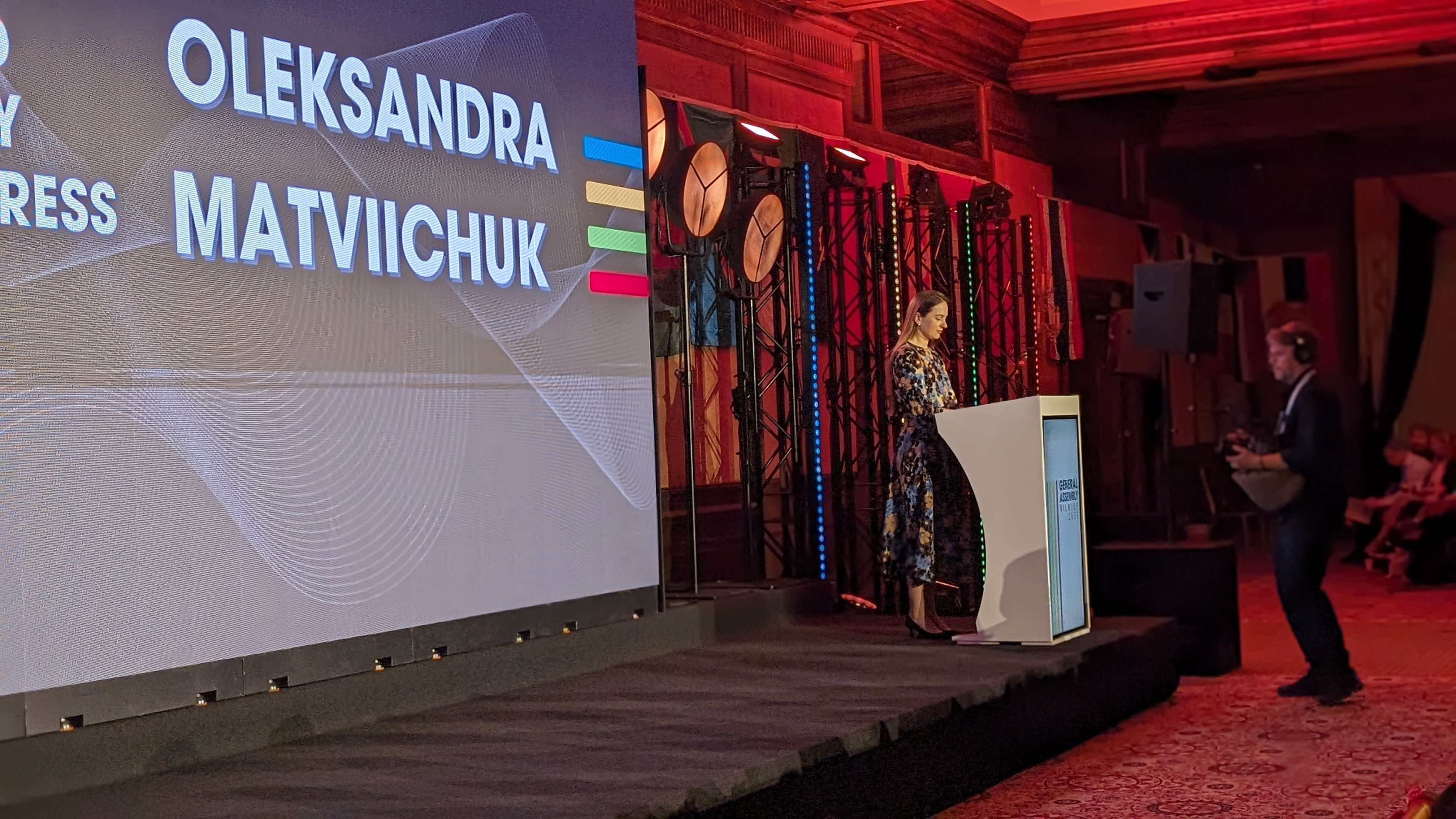

Вошла в список 100 самых влиятельных людей 2023 года по версии журнала Time.

## Награды
- 2007 — Лауреат премии имени Василия Стуса, за выдающиеся достижения в этой области, четкую гражданскую позицию, активное присутствие в украинском культурном пространстве[15]
- 2009 — Диплом лучших всеукраинских молодёжных общественных организаций Украины (Дебатная академия)
- 2015 — «Премия Сюра Линдебракке за демократию и права человека», Королевство Норвегия[16]
- 2016 — Лауреат премии «Защитник демократии» от миссий ОБСЕ[17]
- 2017 — Премия «Отважная женщина Украины» от посольства США[18]
- 2022 — Премия «За правильный образ жизни» от шведского фонда Right Livelihood Award Foundation[19]